# Konwencja Narodów Zjednoczonych o umowach międzynarodowej sprzedaży towarów

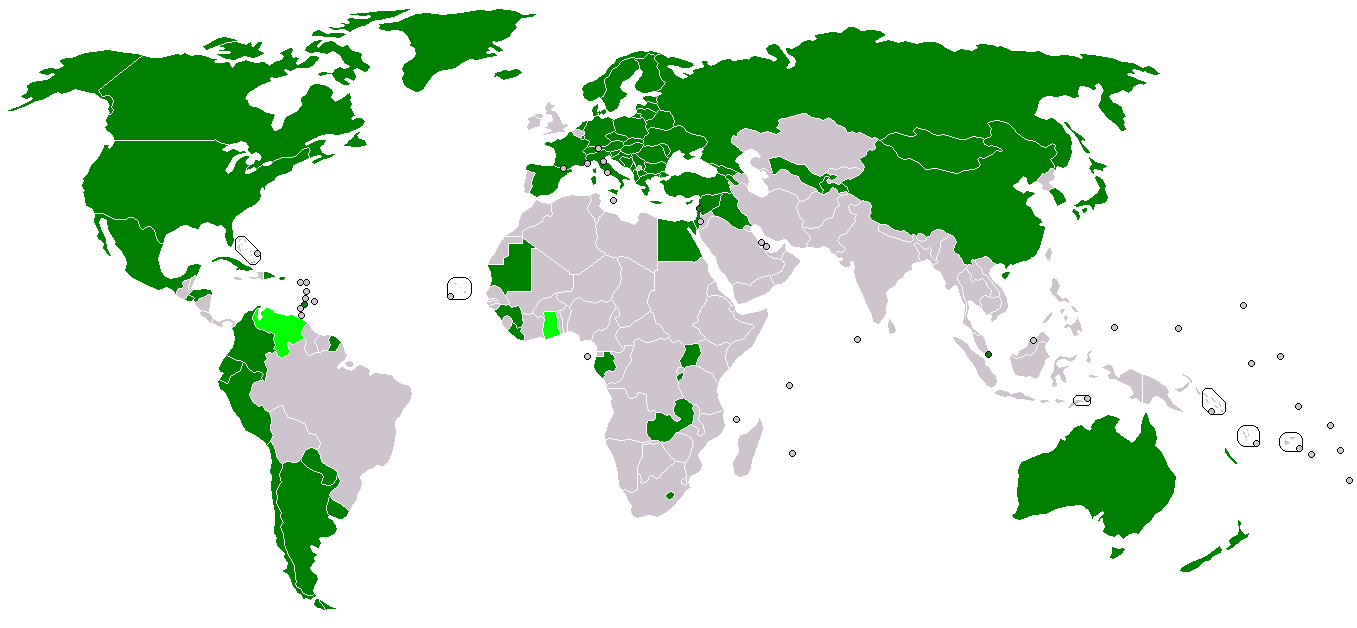
Mapa państw, które ratyfikowały Konwencję.

Konwencja Narodów Zjednoczonych o umowach międzynarodowej sprzedaży towarów (ang. CISG, Convention on Contracts for the International Sale of Goods) – wielostronna umowa międzynarodowa, która ujednolica zasady międzynarodowego prawa handlowego dotyczące umów zawieranych w celu międzynarodowej sprzedaży towarów. Do 2010, konwencja została ratyfikowana w sumie przez 76 państw. Ostatnim państwem, które ratyfikowało CISG 7 lipca 2010 jest Turcja, gdzie 1 sierpnia 2011 weszła w życie. Warto przy tym nadmienić, iż CISG nie ratyfikowała do tej pory Wielka Brytania.
Konwencja CISG została podpisana w Wiedniu 11 kwietnia 1980, dlatego bywa nazywana także konwencją wiedeńską lecz nie powinna być mylona z innymi umowami noszącymi tę nazwę. Weszła w życie 1 stycznia 1988, po ratyfikowaniu przez 10 państw. W przypadku, gdy nie jest to wyraźnie ujęte w umowie, przepisy CISG uznaje się za obowiązujące w prawodawstwie krajowym odnoszącym się do transakcji sprzedaży towarów pomiędzy kontrahentami z krajów, które ratyfikowały konwencję. 
Konwencja Narodów Zjednoczonych o umowach międzynarodowej sprzedaży towarów jest pomocna w konstruowaniu kontraktów handlowych z partnerami zagranicznymi, w szczególności przy precyzowaniu praw i obowiązków stron. Zawiera też szereg wyłączeń - zakresem konwencji nie są objęte: sprzedaż konsumencka, na licytacji, w drodze egzekucji przez organy wymiaru sprawiedliwości, udziałów, akcji, tytułów inwestycyjnych, papierów wartościowych, okrętów, statków, poduszkowców, statków powietrznych oraz energii elektrycznej.
Polska dokonała ratyfikacji tej konwencji 13 marca 1995, konwencja weszła w życie w stosunku do Polski 1 czerwca 1996, a jej tekst opublikowano w Dzienniku Ustaw rok później. Na mocy Konstytucji RP Konwencja stanowi źródło prawa bezpośrednio obowiązującego w polskim porządku prawnym i może być stosowana bezpośrednio przez sądy do rozstrzygania sporów z materii objętej konwencją.